# میلوسلاوا رزکووا
میلوسلاوا رزکووا (انگلیسی: Miloslava Rezková؛ ۲۲ ژوئیهٔ ۱۹۵۰ – ۱۹ اکتبر ۲۰۱۴) ورزشکار پرش ارتفاع اهل چکسلواکی بود.
وی در مسابقات کشوری و بین‌المللی در مجموع برندهٔ ۲ مدال طلا شده‌است.